# Oshinkoshin-Wasserfall
Der Oshinkoshin-Wasserfall (japanisch オシンコシンの滝, Oshinkoshin-no-taki ) ist ein Wasserfall im Osten der japanischen Insel Hokkaidō und ist Teil der 1990 vom Umweltministerium aufgestellten Liste der Top-100-Wasserfälle Japans. Er liegt am National Highway 334, der von Utoro nach Shari führt.
Der Name stammt aus der Ainu-Sprache und bedeutet „dort wo die Ajan-Fichte wächst“.
Der Wasserfall läuft über eine etwa 70 Meter hohe Klippe und hat eine Fallhöhe von ca. 50 Metern. Danach mündet er nach wenigen Metern ins Ochotskische Meer. Im Frühjahr erhöht sich die Wassermenge durch den geschmolzenen Schnee aus den Bergen. Quelle ist der Charassenai (チャラッセナイ川).